# ロリ・マドンナ戦争
『ロリ・マドンナ戦争』（ロリマドンナせんそう、Lolly-Madonna XXX、別名The Lolly-Madonna War）は、1973年のアメリカ合衆国のドラマ映画。
監督はリチャード・C・サラフィアン、出演はロッド・スタイガーやロバート・ライアンなど。
アメリカ合衆国南部の田舎を舞台に、いがみ合う二つの家庭が些細な人違いから起こした争いを描いており、実際にケンタッキー州で起こった事件を基に、スー・グラフトンが執筆した同名小説を原作としている。
長年ソフト化されたことがなく海賊版のみ流通する状況だったが、2014年にアメリカで発売されたのを皮切りに、2017年に日本国内でもDVDが発売された。

## キャスト
※括弧内は日本語吹替（初回放送1978年1月27日『ゴールデン洋画劇場』）
- レイバン・フェザー：ロッド・スタイガー（富田耕生）
- パップ・ガットシャル：ロバート・ライアン（大久保正信）
- ザック・フェザー：ジェフ・ブリッジス
- ルーニー・ギル：シーズン・ヒューブリー
- スカイラー・フェザー：ティモシー・スコット（山田康雄）
- スラッシュ・フェザー：スコット・ウィルソン
- ホーク・フェザー：エド・ローター
- フィンチ・フェザー：ランディ・クエイド
- エルスペス・ガットシャル：トレサ・ヒューズ
- ビラム・ガットシャル：ポール・コスロ
- ルディ・ガットシャル：キール・マーティン
- セブ・ガットシャル：ゲイリー・ビジー
- シスター・Ｅ：ジョーン・グッドフェロー

## スタッフ
- 監督：リチャード・C・サラフィアン
- 製作：ロドニー・カー＝スミス
- 原作：スー・グラフトン
- 脚本：ロドニー・カー＝スミス、スー・グラフトン
- 撮影：フィリップ・H・ラスロップ
- 編集：トム・ロルフ
- 音楽：フレッド・マイロー

## 製作
撮影はテネシー州ユニオン郡の田舎で行われた。

## 作品の評価
公開時に批評家からさまざまな評価を受けた。ニューヨーク・タイムズでは「本作は惨劇だが、山奥の田舎者が腐った比喩を作ったのか、リチャード・C・サラフィアンが腐ったこの映画を作ったのかは分からない」と評し、バラエティは「スー・グラフトンの小説、ロリ・マドンナ戦争は見事に、そして敏感に撮影された。並外れた人間の思いやりと生々しいが控えめな暴力が混ざり合った山岳国の一族の確執物語で、年配のプレーヤーと若いプレーヤーが素晴らしいパフォーマンスを披露している」と評した。日本では、町山智浩が自身の書籍「トラウマ映画館」にて当作を紹介している。